# Семейная свадьба
«Семейная свадьба» (англ. Our Family Wedding) — американская романтическая кинокомедия режиссёра  Рика Фамуйива. Премьера состоялась 12 марта 2010 года.

## Сюжет
Рассказать родителям о свадьбе оказалось не простым для Маркуса (Лэнс Гросс) и Лусии (Америка Феррера), поскольку знакомство отцов влюбленных началось не лучшим образом. Постоянные споры о проведении свадьбы становятся ещё одним испытанием для всех.

## В ролях
В главных ролях
- Лэнс Гросс — Маркус Бойд
- Америка Феррера — Лусия Рамирес
- Форест Уитакер — Брэдфорд Бойд
- Карлос Менсиа — Мигель Рамирес

Второстепенные персонажи
- Реджина Кинг — Анхела
- Диана-Мария Рива — Соня Рамирес
- Анджела Джонсон — Исабель Рамирес
- Шэннин Соссамон — Эшли МакФи
- Чарли Мерфи — Ти-Джей
- Гарри Шам — Харри (Харри Шам)
- Хейли Норман — Сиенна

## Восприятие
Кассовые сборы фильма в мире за премьерный показ составили $20 712 308.
Фильм получил преимущественно негативные отзывы. Согласно сайту-агрегатору рецензий Metacritic фильм набрал 39 % положительных отзывов и получил оценку 5.5 из 12; Rotten Tomatoes — 13 %, а оценка аудитории составила 3.1 из 5.